# Кобург (остров)

Остров Кобург (на английски: Coburg Island) е 64-тият по големина остров в Канадския арктичен архипелаг. Площта му е 344 км2, която му отрежда 82-ро място сред островите на Канада. Административно принадлежи към канадската територия Нунавут. Необитаем.
Островът се намира в северозападната част на Бафиновия залив, на източния вход на протока Джонс, отделящ островите Елсмиър на север от Девън на юг. Широкият 22,3 км проток Глейшър на север го отделя от нос Тенисън на остров Елсмиър, а 28,5-километровият проток Лейди Ан – от нос Фицрой на остров Девън на югозапад.
Бреговата линия с дължина 138 км е доста разчленена с няколко удобни заливи и полуострови, главно по южното крайбрежие. Дължината на острова от север на юг е 37 км, а ширината от запад на изток варира от 6 км на север до 22 км на юг. Бреговете на острова са стръмни, на места дори отвесни с относителна височина от 100 до 300 м. Релефът е планиниски с дълбоко всечени долини с максимална височина до 823 м. 65% от острова, или 225 км2, е покрит с ледник, който обхваща главно западнате части, от който по долините се стичат ледени езици, достигащи до крайбрежието.
По стърмните брегове от май до септември гнездят стотици хиляди двойки прелетни птици – 30 хил. двойки трипръста чайка, 160 хил. двойки дебелоклюна кайра, 3 хил. двойки полярен буревестник и др. Там където има полегати брегове и плажове предоставят идеални условия за леговища на моржове, пръстенчати тюлени, нарвали, морски зайци, бели мечки, бели китове и други морски млекопитаещи.
Целият остров, заедно с крайбрежните води с площ от 1650 км2 е обявен за природен резерват под името Нирджутигавик (Nirjutiqavvik National Wildlife Area) за охрана на морските птици и животни.
Източното крайбрежие на острова е открито през 1616 г. от английските полярни мореплаватели Робърт Байлот и Уилям Бафин, но те не предполагат, че това е малък остров. Чак 200 години по-късно, на 26 август 1818 г. английският полярен изследовател Джон Рос открива и доказва островното му положение и го наименува.
|  | Тази страница частично или изцяло представлява превод на страницата „Коберг (остров)“ в Уикипедия на руски. Оригиналният текст, както и този превод, са защитени от Лиценза „Криейтив Комънс – Признание – Споделяне на споделеното“, а за съдържание, създадено преди юни 2009 година – от Лиценза за свободна документация на ГНУ. Прегледайте историята на редакциите на оригиналната страница, както и на преводната страница, за да видите списъка на съавторите. ВАЖНО: Този шаблон се отнася единствено до авторските права върху съдържанието на статията. Добавянето му не отменя изискването да се посочват конкретни източници на твърденията, които да бъдат благонадеждни. |